# Euphorbia insulana
Euphorbia insulana är en törelväxtart som beskrevs av Vell.. Euphorbia insulana ingår i släktet törlar, och familjen törelväxter.

## Underarter
Arten delas in i följande underarter:
- E. i. insulana
- E. i. pilcomayensis
- E. i. tovarensis